# 2008-as labdarúgó-Európa-bajnokság (selejtező – E csoport)
A 2008-as labdarúgó-Európa-bajnokság selejtezőjének E csoportjának mérkőzéseit tartalmazó lapja. A csoportban Anglia, Horvátország, Oroszország, Izrael, Macedónia, Észtország, és Andorra szerepelt. A csapatok körmérkőzéses, oda-visszavágós rendszerben játszottak egymással.
Horvátország és Oroszország kijutott az Európa-bajnokságra.

## Tabella
| Hely. | Csapat       | M  | Gy | D | V  | G+ | G– | Gk  | P  | Továbbjutás                           |     | Horvátország | Oroszország | Anglia | Izrael | Észak-Macedónia | Észtország | Andorra |
| ----- | ------------ | -- | -- | - | -- | -- | -- | --- | -- | ------------------------------------- | --- | ------------ | ----------- | ------ | ------ | --------------- | ---------- | ------- |
| 1.    | Horvátország | 12 | 9  | 2 | 1  | 28 | 8  | +20 | 29 | Kijutott a 2008-as Európa-bajnokságra |     | —            | 0–0         | 2–0    | 1–0    | 2–1             | 2–0        | 7–0     |
| 2.    | Oroszország  | 12 | 7  | 3 | 2  | 18 | 7  | +11 | 24 | Kijutott a 2008-as Európa-bajnokságra |     | 0–0          | —           | 2–1    | 1–1    | 3–0             | 2–0        | 4–0     |
| 3.    | Anglia       | 12 | 7  | 2 | 3  | 24 | 7  | +17 | 23 |                                       |     | 2–3          | 3–0         | —      | 3–0    | 0–0             | 3–0        | 5–0     |
| 4.    | Izrael       | 12 | 7  | 2 | 3  | 20 | 12 | +8  | 23 |                                       | 3–4 | 2–1          | 0–0         | —      | 1–0    | 4–0             | 4–1        |         |
| 5.    | Macedónia    | 12 | 4  | 2 | 6  | 12 | 12 | 0   | 14 |                                       | 2–0 | 0–2          | 0–1         | 1–2    | —      | 1–1             | 3–0        |         |
| 6.    | Észtország   | 12 | 2  | 1 | 9  | 5  | 21 | −16 | 7  |                                       | 0–1 | 0–2          | 0–3         | 0–1    | 0–1    | —               | 2–1        |         |
| 7.    | Andorra      | 12 | 0  | 0 | 12 | 2  | 42 | −40 | 0  |                                       | 0–6 | 0–1          | 0–3         | 0–2    | 0–3    | 0–2             | —          |         |

1. 1 2  Egymás elleni pontszám: Anglia 4, Izrael 1.

## Mérkőzések
| 2006. augusztus 16. 18:00 (UTC+3) |

| Észtország | 0–1               | Macedónia    |
| ---------- | ----------------- | ------------ |
|            | (0–0) Jegyzőkönyv | Sedloski 73' |

| A. Le Coq Arena, Tallinn Nézőszám: 7500 Játékvezető: Kristinn Jakobsson (izlandi) |

| 2006. szeptember 2. 17:00 (UTC+1) |

| Anglia                                  | 5–0               | Andorra |
| --------------------------------------- | ----------------- | ------- |
| Crouch 5' 66' Gerrard 13' Defoe 38' 47' | (3–0) Jegyzőkönyv |         |

| Old Trafford, Manchester Nézőszám: 56 290 Játékvezető: Bernhard Brugger (osztrák) |

| 2006. szeptember 2. 21:30 (UTC+3) |

| Észtország | 0–1               | Izrael      |
| ---------- | ----------------- | ----------- |
|            | (0–1) Jegyzőkönyv | Colautti 8' |

| A Le Coq Arena, Tallinn Nézőszám: 7800 Játékvezető: Johan Verbist (belga) |

| 2006. szeptember 6. 19:00 (UTC+4) |

| Oroszország | 0–0         | Horvátország |
| ----------- | ----------- | ------------ |
|             | Jegyzőkönyv |              |

| Lokomotiv Stadion, Moszkva Nézőszám: 27 500 Játékvezető: Manuel Mejuto González (spanyol) |

| 2006. szeptember 6. 19:00 (UTC+2) |

| Izrael                                                       | 4–1               | Andorra       |
| ------------------------------------------------------------ | ----------------- | ------------- |
| Benayoun 9' Ben-Shushan 11' Gershon 43' (11-esből) Tamuz 69' | (3–0) Jegyzőkönyv | Fernandez 84' |

| Stadion de Goffert, Nijmegen (Hollandia) Nézőszám: 0 Játékvezető: Sinisa Zrnic |

| 2006. szeptember 6. 21:00 (UTC+2) |

| Macedónia | 0–1               | Anglia     |
| --------- | ----------------- | ---------- |
|           | (0–0) Jegyzőkönyv | Crouch 46' |

| Szkopje City Stadium, Szkopje Nézőszám: 16 500 Játékvezető: Bertrand Layec (francia) |

| 2006. október 7. 19:00 (UTC+4) |

| Oroszország | 1–1               | Izrael          |
| ----------- | ----------------- | --------------- |
| Arsavin 5'  | (1–0) Jegyzőkönyv | Ben-Shushan 84' |

| Dynamo Stadium, Moszkva Nézőszám: 22 000 Játékvezető: Florian Meyer (német) |

| 2006. október 7. 17:00 (UTC+1) |

| Anglia | 0–0         | Macedónia |
| ------ | ----------- | --------- |
|        | Jegyzőkönyv |           |

| Old Trafford, Manchester Nézőszám: 72 062 Játékvezető: Markus Merk (német) |

| 2006. október 7. 20:15 (UTC+2) |

| Horvátország                                              | 7–0               | Andorra |
| --------------------------------------------------------- | ----------------- | ------- |
| Petrić 12' 37' 48' 50' Klasnić 58' Balaban 62' Modrić 83' | (2–0) Jegyzőkönyv |         |

| Maksimir Stadium, Zágráb Nézőszám: 20 000 Játékvezető: Anthony Zammit (máltai) |

| 2006. október 11. 15:00 (UTC+2) |

| Andorra | 0–3               | Macedónia                           |
| ------- | ----------------- | ----------------------------------- |
|         | (0–3) Jegyzőkönyv | Pandev 13' Noveski 16' Naumoski 31' |

| Estadi Comunal, Andorra la Vella Nézőszám: 300 Játékvezető: Lasha Silagava (grúz) |

| 2006. október 11. 19:00 (UTC+4) |

| Oroszország                | 2–0               | Észtország |
| -------------------------- | ----------------- | ---------- |
| Pogrebnyak 78' Szicsov 90' | (0–0) Jegyzőkönyv |            |

| Petrovszkij Stadion, Szentpétervár Nézőszám: 21 500 Játékvezető: Eric Braamhaar (holland) |

| 2006. október 11. 20:00 (UTC+2) |

| Horvátország                       | 2–0               | Anglia |
| ---------------------------------- | ----------------- | ------ |
| Eduardo 61' G. Neville 68' (öngól) | (0–0) Jegyzőkönyv |        |

| Maksimir Stadium, Zágráb Nézőszám: 38 000 Játékvezető: Roberto Rosetti (olasz) |

| 2006. november 15. 17:00 (UTC+1) |

| Macedónia | 0–2               | Oroszország              |
| --------- | ----------------- | ------------------------ |
|           | (0–2) Jegyzőkönyv | Bisztrov 18' Arsavin 32' |

| Szkopje City Stadium, Szkopje Nézőszám: 16 000 Játékvezető: Paul Allaerts (belga) |

| 2006. november 15. 19:00 (UTC+2) |

| Izrael                       | 3–4               | Horvátország                            |
| ---------------------------- | ----------------- | --------------------------------------- |
| Colautti 8' 89' Benayoun 68' | (1–2) Jegyzőkönyv | Srna 35' (11-esből) Eduardo 39' 54' 72' |

| Ramat Gan Stadion, Ramat-Gan Nézőszám: 38 000 Játékvezető: Eduardo Iturralde González (spanyol) |

| 2007. március 24. 20:30 (UTC+2) |

| Észtország | 0–2               | Oroszország                |
| ---------- | ----------------- | -------------------------- |
|            | (0–0) Jegyzőkönyv | Bisztrov 66' Kerzsakov 78' |

| A. Le Coq Arena, Tallinn Nézőszám: 11 000 Játékvezető: Darko Ceferin (szlovén) |

| 2007. március 24. 20:30 (UTC+2) |

| Izrael | 0–0         | Anglia |
| ------ | ----------- | ------ |
|        | Jegyzőkönyv |        |

| Ramat Gan Stadion, Ramat-Gan Nézőszám: 45 000 Játékvezető: Tom Henning Øvrebø (norvég) |

| 2007. március 24. 20:15 (UTC+1) |

| Horvátország         | 2–1               | Macedónia    |
| -------------------- | ----------------- | ------------ |
| Srna 58' Eduardo 88' | (0–1) Jegyzőkönyv | Sedloski 36' |

| Maksimir Stadium, Zágráb Nézőszám: 20 000 Játékvezető: Konrad Plautz (osztrák) |

| 2007. március 28. 20:30 (UTC+3) |

| Izrael                             | 4–0               | Észtország |
| ---------------------------------- | ----------------- | ---------- |
| Tal 19' Colautti 29' Sahar 77' 80' | (2–0) Jegyzőkönyv |            |

| Ramat Gan Stadion, Ramat-Gan Nézőszám: 23 658 Játékvezető: Cüneyt Çakır (török) |

| 2007. március 28. 20:00 (UTC+2) |

| Andorra | 0–3               | Anglia                       |
| ------- | ----------------- | ---------------------------- |
|         | (0–0) Jegyzőkönyv | Gerrard 54' 76' Nugent 90+2' |

| Olímpic Lluís Companys, Barcelona Spanyolország Nézőszám: 12 800 Játékvezető: Bruno Paixão (portugál) |

| 2007. június 2. 21:30 (UTC+3) |

| Észtország | 0–1               | Horvátország |
| ---------- | ----------------- | ------------ |
|            | (0–1) Jegyzőkönyv | Eduardo 32'  |

| A Le Coq Arena, Tallinn Nézőszám: 10 000 Játékvezető: Kassai Viktor (magyar) |

| 2007. június 2. 19:00 (UTC+4) |

| Oroszország                      | 4–0               | Andorra |
| -------------------------------- | ----------------- | ------- |
| Kerzsakov 8' 16' 49' Szicsov 71' | (2–0) Jegyzőkönyv |         |

| Petrovszkij Stadion, Szentpétervár Nézőszám: 21 000 Játékvezető: Tommy Skjerven (norvég) |

| 2007. június 2. 19:30 (UTC+2) |

| Macedónia   | 1–2               | Izrael                    |
| ----------- | ----------------- | ------------------------- |
| Stojkov 13' | (1–2) Jegyzőkönyv | Yitzhaki 11' Colautti 44' |

| Szkopje City Stadium, Szkopje Nézőszám: 15 000 Játékvezető: Knut Kircher (német) |

| 2007. június 6. 18:00 (UTC+2) |

| Andorra | 0–2               | Izrael                 |
| ------- | ----------------- | ---------------------- |
|         | (0–1) Jegyzőkönyv | Tamuz 37' Colautti 53' |

| Estadi Comunal, Andorra la Vella Nézőszám: 618 Játékvezető: Ian Stokes (ír) |

| 2007. június 6. 20:30 (UTC+2) |

| Horvátország | 0–0         | Oroszország |
| ------------ | ----------- | ----------- |
|              | Jegyzőkönyv |             |

| Maksimir Stadium, Zágráb Nézőszám: 38 000 Játékvezető: Ľuboš Micheľ (szlovák) |

| 2007. június 6. 21:30 (UTC+3) |

| Észtország | 0–3               | Anglia                          |
| ---------- | ----------------- | ------------------------------- |
|            | (0–1) Jegyzőkönyv | J. Cole 37' Crouch 54' Owen 62' |

| A Le Coq Arena, Tallinn Nézőszám: 11 000 Játékvezető: Grzegorz Gilewski (lengyel) |

| 2007. augusztus 22. 19:00 (UTC+3) |

| Észtország                 | 2–1               | Andorra   |
| -------------------------- | ----------------- | --------- |
| Piiroja 34' Zelinski 90+2' | (1–0) Jegyzőkönyv | Silva 87' |

| A Le Coq Arena, Tallinn Nézőszám: 10 000 Játékvezető: Adrian McCourt (északír) |

| 2007. szeptember 8. 19:00 (UTC+4) |

| Oroszország                                | 3–0               | Macedónia |
| ------------------------------------------ | ----------------- | --------- |
| V. Berezuckij 8' Arsavin 84' Kerzsakov 88' | (1–0) Jegyzőkönyv |           |

| Lokomotiv Stadion, Moszkva Nézőszám: 26 000 Játékvezető: Tom Henning Øvrebø (norvég) |

| 2007. szeptember 8. 17:00 (UTC+1) |

| Anglia                                    | 3–0               | Izrael |
| ----------------------------------------- | ----------------- | ------ |
| Wright-Phillips 20' Owen 49' Richards 66' | (1–0) Jegyzőkönyv |        |

| Wembley Stadion, London Nézőszám: 85 372 Játékvezető: Pieter Vink (holland) |

| 2007. szeptember 8. 20:30 (UTC+2) |

| Horvátország      | 2–0               | Észtország |
| ----------------- | ----------------- | ---------- |
| Eduardo 39' 45+1' | (2–0) Jegyzőkönyv |            |

| Maksimir Stadium, Zágráb Nézőszám: 20 000 Játékvezető: Jérôme Laperriere (svájci) |

| 2007. szeptember 12. 18:00 (UTC+2) |

| Andorra | 0–6               | Horvátország                                                 |
| ------- | ----------------- | ------------------------------------------------------------ |
|         | (0–3) Jegyzőkönyv | Srna 34' Petrić 38' 44' Kranjčar 49' Eduardo 55' Rakitić 64' |

| Estadi Comunal, Andorra la Vella Nézőszám: 200 Játékvezető: Olivier Thual (francia) |

| 2007. szeptember 12. 20:30 (UTC+2) |

| Macedónia  | 1–1               | Észtország  |
| ---------- | ----------------- | ----------- |
| Maznov 30' | (1–1) Jegyzőkönyv | Piiroja 17' |

| Szkopje City Stadium, Szkopje Nézőszám: 5000 Játékvezető: Leontios Trattou (ciprusi) |

| 2007. szeptember 12. 20:00 (UTC+1) |

| Anglia                    | 3–0               | Oroszország |
| ------------------------- | ----------------- | ----------- |
| Owen 7' 31' Ferdinand 84' | (2–0) Jegyzőkönyv |             |

| Wembley Stadion, London Nézőszám: 86 106 Játékvezető: Martin Hansson (svéd) |

| 2007. október 13. 15:00 (UTC+1) |

| Anglia                                          | 3–0               | Észtország |
| ----------------------------------------------- | ----------------- | ---------- |
| Wright-Phillips 11' Rooney 32' Rähn 33' (öngól) | (3–0) Jegyzőkönyv |            |

| Wembley Stadion, London Nézőszám: 86 665 Játékvezető: Nicolai Vollquartz (dán) |

| 2007. október 13. 20:15 (UTC+2) |

| Horvátország | 1–0               | Izrael |
| ------------ | ----------------- | ------ |
| Eduardo 52'  | (0–0) Jegyzőkönyv |        |

| Maksimir Stadium, Zágráb Nézőszám: 32 000 Játékvezető: Wolfgang Stark (német) |

| 2007. október 17. 19:00 (UTC+4) |

| Oroszország                     | 2–1               | Anglia     |
| ------------------------------- | ----------------- | ---------- |
| Pavljucsenko 69' (11-esből) 73' | (0–1) Jegyzőkönyv | Rooney 29' |

| Luzsnyiki Stadion, Moszkva Nézőszám: 84 700 Játékvezető: Luis Medina Cantalejo (spanyol) |

| 2007. október 17. 20:00 (UTC+2) |

| Macedónia                            | 3–0               | Andorra |
| ------------------------------------ | ----------------- | ------- |
| Naumoski 30' Sedloski 44' Pandev 59' | (2–0) Jegyzőkönyv |         |

| Szkopje City Stadium, Szkopje Nézőszám: 20 000 Játékvezető: Paulius Malzinskas (litván) |

| 2007. november 17. 18:00 (UTC+1) |

| Andorra | 0–2               | Észtország            |
| ------- | ----------------- | --------------------- |
|         | (0–1) Jegyzőkönyv | Oper 31' Lindpere 60' |

| Estadi Comunal, Andorra la Vella Nézőszám: 200 Játékvezető: William Collum (skót) |

| 2007. november 17. 20:00 (UTC+2) |

| Izrael                | 2–1               | Oroszország        |
| --------------------- | ----------------- | ------------------ |
| Barda 10' Golan 90+2' | (1–0) Jegyzőkönyv | Biljaletgyinov 61' |

| Ramat Gan Stadion, Ramat-Gan Nézőszám: 27 563 Játékvezető: Stefano Farina (olasz) |

| 2007. november 17. 20:00 (UTC+1) |

| Macedónia               | 2–0               | Horvátország |
| ----------------------- | ----------------- | ------------ |
| Maznov 71' Naumoski 83' | (0–0) Jegyzőkönyv |              |

| Szkopje City Stadium, Szkopje Nézőszám: 18 000 Játékvezető: Frank De Bleeckere (belga) |

| 2007. november 21. 19:00 (UTC+2) |

| Izrael    | 1–0               | Macedónia |
| --------- | ----------------- | --------- |
| Barda 35' | (1–0) Jegyzőkönyv |           |

| Ramat Gan Stadion, Ramat-Gan Nézőszám: 2736 Játékvezető: Tomasz Mikulski (lengyel) |

| 2007. november 21. 21:00 (UTC+1) |

| Andorra | 0–1               | Oroszország |
| ------- | ----------------- | ----------- |
|         | (0–1) Jegyzőkönyv | Szicsov 39' |

| Estadi Comunal, Andorra la Vella Nézőszám: 200 Játékvezető: Terje Hauge (norvég) |

| 2007. november 21. 20:00 (UTC+0) |

| Anglia                            | 2–3               | Horvátország                    |
| --------------------------------- | ----------------- | ------------------------------- |
| Lampard 56' (11-esből) Crouch 65' | (0–2) Jegyzőkönyv | Kranjčar 8' Olić 14' Petrić 77' |

| Wembley Stadion, London Nézőszám: 88 091 Játékvezető: Peter Fröjdfeldt (svéd) |